# Alchemilla albinervia
Alchemilla albinervia är en rosväxtart som beskrevs av S. Fröhner. Alchemilla albinervia ingår i släktet daggkåpor, och familjen rosväxter. Inga underarter finns listade i Catalogue of Life.